# Forma (diritto)
Nel diritto privato la forma è il modo in cui si manifesta la volontà negoziale.

## Tipologia
Questa manifestazione può essere di due tipi:
- manifestazione tacita: si dimostra con fatti concreti e si tratta di un contegno che sarebbe incompatibile con una volontà diversa da quella che si deduce dai fatti stessi; detto più chiaramente, si tratta del quotidiano contratto verbale, che non necessita quindi di una formulazione scritta o una registrazione in audiocassetta, quale ad es. un piccolo acquisto in un supermercato, in cui a fronte della materiale apprensione di un bene si esibiscono alla cassiera i soldi per acquistarlo, dal che si desume la volontà della persona di concludere una compravendita.
- manifestazione espressa: è una vera e propria dichiarazione in cui si enunciano più o meno dettagliatamente gli elementi essenziali del contratto (l'accordo delle parti, l'oggetto del contratto e la causa dello stesso) oltre a eventuali elementi accidentali (condizione, termine, modo); tale dichiarazione può essere espressa in forma orale oppure in forma scritta; i contratti redatti in forma scritta si dividono in scritture private (accordi scritti e firmati dalle parti) oppure atti pubblici, cioè redatti da un pubblico ufficiale (ad esempio un notaio) autorizzato dalla legge ad attribuire ai medesimi 'pubblica fede' (art. 2699 e ss. del Codice Civile).

Questa distinzione assume particolare importanza perché, come prescrive l'articolo 1350 del Codice Civile, alcuni atti e alcuni contratti sono nulli se non rivestono la forma scritta. (ad esempio, la vendita di un bene immobile pretende la forma dell'atto pubblico o della scrittura privata e non può essere concluso in forma orale, sotto pena di totale nullità, cosa che ad esempio non accade per l'acquisto di un giornale in edicola).
Dal momento che, qualunque ne sia la forma, il contratto assume forza di legge tra le parti con la conoscenza da parte del proponente dell'accettazione dell'altra parte, esso rientra nella categoria dei cosiddetti atti recettizi.